# گوشتسه (استان اوپوله)
گوشتسه (به لهستانی: Goszyce) یک منطقهٔ مسکونی در لهستان است که در گمینا بیراوا واقع شده‌است. گوشتسه ۱۴۷ نفر جمعیت دارد.